# Октябрьское сельское поселение (Порецкий район)
Октя́брьское се́льское поселе́ние (чув. Октябрьски ял тӑрӑхӗ) — муниципальное образование в Порецком районе Чувашии Российской Федерации.
Административный центр — село Октябрьское.

## История
Статус и границы сельского поселения установлены Законом Чувашской Республики от 24 ноября 2004 года № 37 «Об установлении границ муниципальных образований Чувашской Республики и наделении их статусом городского, сельского поселения, муниципального района и городского округа»

## Население
| 2010 | 2012 | 2013 | 2014 | 2015 | 2016 | 2017 |
| ---- | ---- | ---- | ---- | ---- | ---- | ---- |
| 658  | ↘641 | ↘632 | ↗637 | ↘609 | ↘588 | ↘572 |
| 2018 | 2019 | 2020 | 2021 |      |      |      |
| ↘537 | ↘523 | ↘519 | ↘510 |      |      |      |

## Состав сельского поселения
| № | Населённый пункт | Тип населённого пункта       | Население |
| - | ---------------- | ---------------------------- | --------- |
| 1 | Антипинка        | село, административный центр | →360      |
| 2 | Октябрьское      | село                         | →298      |

## Местное самоуправление
Глава сельского поселения — Черепков Александр Николаевич.